# Out of Space
Singles de Prodigy
Fire / Jericho
(1992) Wind It Up (Rewound)
(1993)
Clip vidéo
[vidéo] « Out of Space », sur YouTube
Out of Space est une chanson du groupe britannique Prodigy extraite de leur premier album Experience, sorti le 28 septembre 1992 sur le label XL Recordings.
Le 9 novembre, six semaines après la sortie de l'album, la chanson est publiée en single.
Le single figure sur la liste des ventes de singles britannique (UK Singles Chart) comme un double-face-A, Out of Space / Ruff in the Jungle Bizness. Il débute à la 14e place de ce classement pour la semaine du 15 au 21 novembre 1992, s'élève à la 6e place la semaine suivante et atteint sa meilleure position à la 5e place la semaine d'après.

## Classements
| Classement (1992)              | Meilleure position |
| ------------------------------ | ------------------ |
| Royaume-Uni (UK Singles Chart) | 5                  |